# Ans
Ans ist eine belgische Gemeinde im Norden der Provinz Lüttich in der Region Wallonien.
Sie grenzt im Südosten an die Stadt Lüttich und besteht mit ihren 28.989 Einwohnern (Stand 1. Januar 2024) neben dem Hauptort noch aus den Ortsteilen Alleur, Loncin und Xhendremael.
Ihre Geschichte ist durch den Kohlebergbau geprägt. Die Kohle wurde vom 13. Jahrhundert an genutzt, und die Gemeinde zählte bis zu vier Kohlengruben.
Am Bahnhof Ans auf der Bahnstrecke Brüssel–Lüttich fahren täglich ca. 125 Züge. Während 27 Jahren war Ans das Ziel des Radsportklassikers Lüttich–Bastogne–Lüttich.
Der Bürgermeister war 2017 Grégory Philippin.

## Kulturdenkmale
Siehe: Liste der Kulturdenkmale in Ans

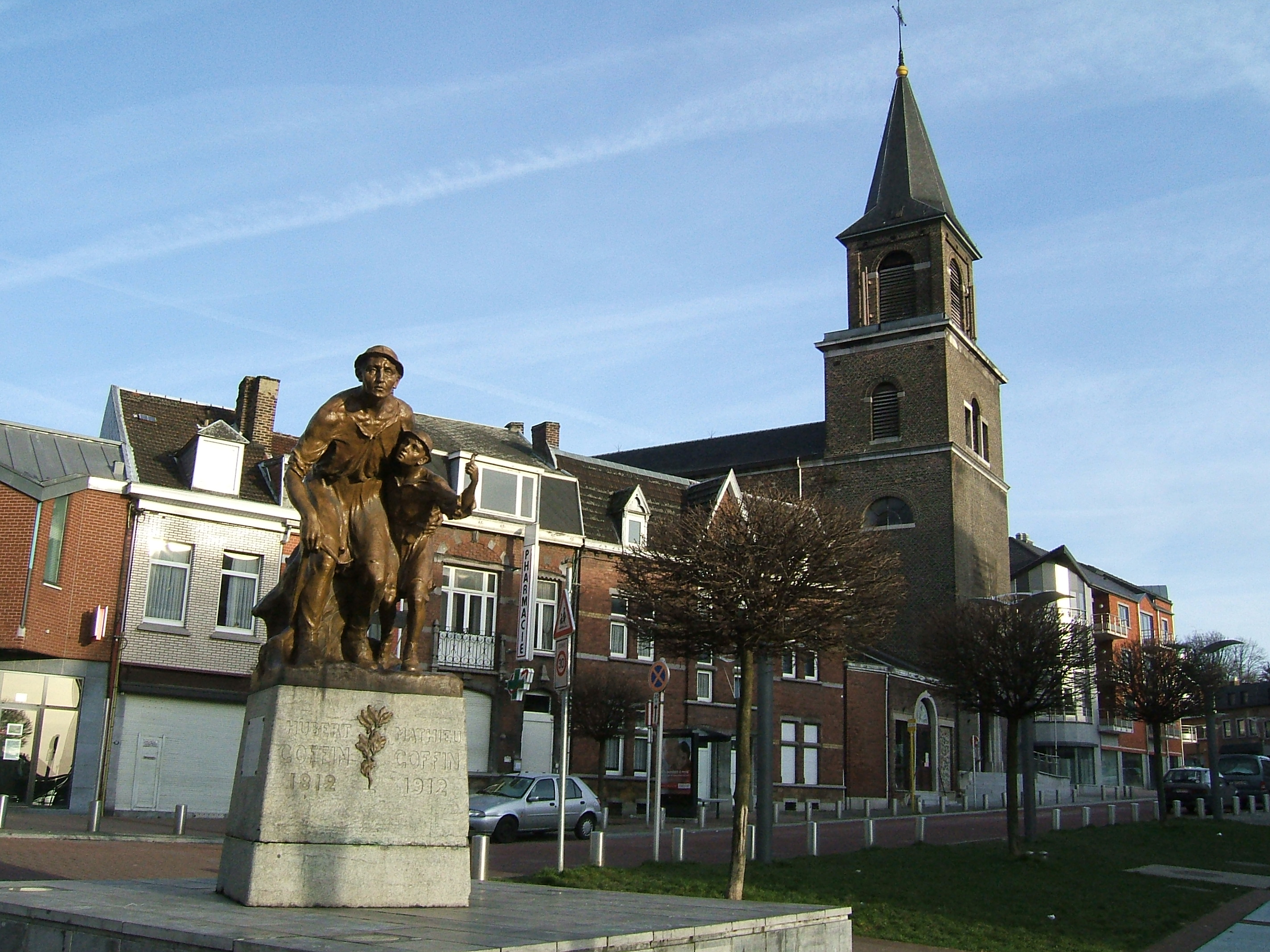
Place Nicolai

## Persönlichkeiten
- Loïs Openda (* 2000), Fußballspieler
- Ajay Mitchell (* 2002), Basketballspieler